# Deadache
Deadache è il quarto album dei Lordi, primo album pubblicato il 24 ottobre 2008 dalla casa discografica GUN Records.

## Tracce
1. "SCG IV" - 0:42 (Music & Lyrics: Mr.Lordi)
2. "Girls Go Chopping" - 4:02 (Music: Mr. Lordi, Lyrics: Mr.Lordi, Lipp)
3. "Bite It Like A Bulldog" - 3:29 (Music: Mr.Lordi, OX, Lyrics: Mr.Lordi)
4. "Monsters Keep Me Company" - 5:28 (Music: Mr.Lordi, Kita, Amen, Lyrics: Mr.Lordi)
5. "Man Skin Boots" - 3:42 (Music: Mr.Lordi, Lyrics: Mr.Lordi, Lipp)
6. "Dr. Sin Is In" - 3:47 (Music: Kita, Amen, Lyrics: Mr.Lordi)
7. "The Ghosts Of The Heceta Head" - 3:38 (Music: Mr.Lordi, Amen, Lyrics: Mr.Lordi, Lipp)
8. "Evilyn" - 4:00 (Music & lyrics: Mr.Lordi)
9. "The Rebirth Of The Countess" - 1:59 (Music: Awa, Lyrics: Mr.Lordi, Awa)
10. "Raise Hell In Heaven" - 3:32 (Music: Mr.Lordi, Lyrics: Mr.Lordi, Lipp)
11. "Deadache" - 3:28 (Music: Mr.Lordi, Lyrics: Mr.Lordi, Lipp)
12. "The Devil Hides Behind Her Smile" - 4:12 (Music: Mr.Lordi, Lyrics: Mr.Lordi, Lipp)
13. "Missing Miss Charlene" - 5:10 (Music: Mr.Lordi, PK Hell, Lyrics: Mr.Lordi, Lipp)

## Bonus Track
Oltre alla versione standard, esistono altre quattro versioni dell'album Deadache, contenenti differenti Bonus Track. Di seguito l'elenco delle versioni e relative Bonus Track.
1. iTunes Store: "Dead Bugs Bite" - 3:42
2. Versione Giapponese: "Where's the Dragon" e "Beast Loose in Paradise" - 3:33
3. Digipak Version: "Hate at First Sight" - 3:33
4. Versione Finlandese: "The House" - 4:17

Il brano The House è una cover song dalla band Dingo. Il titolo completo era in origine The House Without a Name.

## Singoli
- "Bite It Like a Bulldog" - Pubblicata il 3 settembre 2008
- "Deadache"

## Classifiche
| Classifica (2008)                | posizione più alta |
| -------------------------------- | ------------------ |
| Austrian Albums Chart            | 51                 |
| Finland Albums Chart             | 5                  |
| Sweden Albums Chart              | 42                 |
| Switzerland Albums Chart         | 73                 |
| German Albums Chart              | 33                 |
| UK Rock Albums Chart             | 38                 |
| US Top Heatseekers Chart         | 13                 |
| European Top 100 Albums          | 71                 |
| Top Heatseekers (Northeast)      | 6                  |
| Billboard Top Independent Albums | 37                 |

## Formazione
- Mr. Lordi - voce
- Amen - Chitarra Elettrica
- Kita - batteria
- OX - basso
- Awa - tastiere